# Ère Gen'ei
L'ère Gen'ei (元永) est une des ères du Japon (年号, nengō, lit. « nom de l'année ») après l'ère Eikyū et avant l'ère Hōan. Cette ère couvre la période allant du mois d'avril 1118 au mois d'avril 1120. L'empereur régnant est Toba-tennō (鳥羽天皇).

## Changement d'ère
- 24 janvier 1118 Gen'ei gannen (元永元年?) : Le nom de la nouvelle ère est créé pour marquer un événement ou une série d'événements. L'ère précédente se termine là où commence la nouvelle, en Eikyū 6, le 3e jour du 4e mois de 1118[3].

## Événements de l'ère Gen'ei
- 1118 (Gen'ei 1, 9e mois) : L'empereur effectue un pèlerinage au sanctuaire Kumano à Wakayama[4]. Ces Kumano sanzan sont : Kumano Hongū-taisha, Kumano Hayatama-taisha et Kumanonachi-taisha....Link to images at Kansai World Heritage Archives web site
- 1118 (Gen'ei 1, 12e mois) : L'empereur Toba assiste à un festival organisé par le Saishō-ji. Ce temple a été créé sous les auspices de son patronage impérial[5]
- 1119 (Gen'ei 2, 8e mois) : Arihito, un prince de sang, est honoré du nom Minamoto et élevé au 2e rang de troisième classe. Le père d'Arihito, Sukehito-shinnō, est le troisième fils de l'empereur Go-Sanjō et le frère cadet de l'empereur Toba. Arihito a la réputation d'avoir excellé dans les arts de la poésie[6].

| Gen'ei    | 1re  | 2e   | 3e   |
| Grégorien | 1118 | 1119 | 1120 |